# Albertpark (Halle)

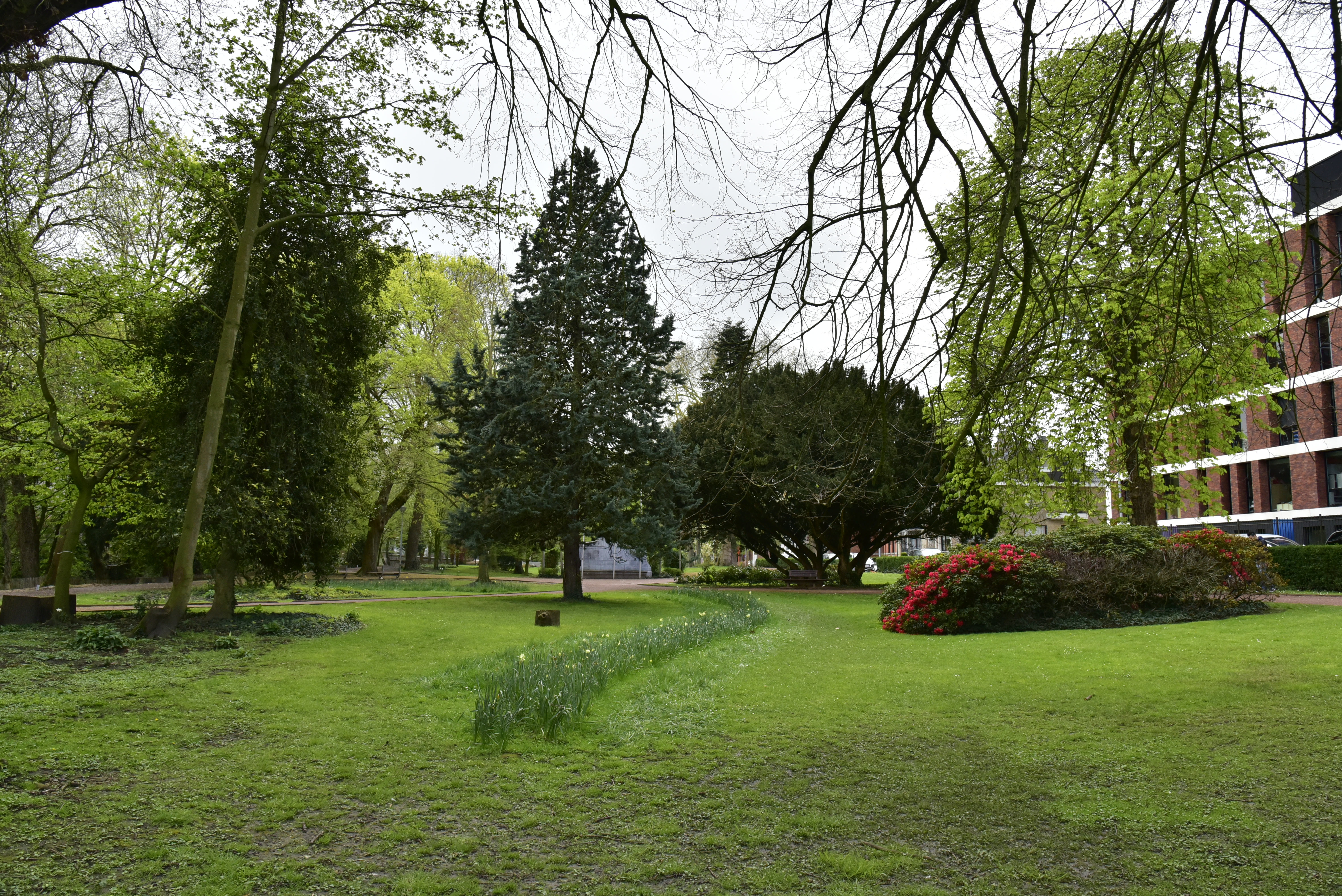
Albertpark

Het Albertpark is een park in de Vlaams-Brabantse stad Halle.
Dit park werd aangelegd in 1897 op de vroegere stadsomwalling langs de Zenne en het Kanaal Brussel-Charleroi. In 2022 werd het park gerenoveerd en de heropening vond plaats in de sferen van het Belle époque, de tijd waarin het park werd aangelegd.
In het park vindt men ook twee koloniale monumenten: een monument voor koning Leopold II van België en een monument voor de Hallenaren die overleden zijn in Congo-Vrijstaat met als motto: 'Hulde aan de pioniers'. Voorbijgegaan werd aan de wreedheden die daar werden begaan. Om deze reden werd Leopold van zijn sokkel gehaald en werd het monument voor de pioniers met klimop overwoekerd.
Het park maakt onderdeel uit van een groene strook langs de Zenne. Zuideijk aansluitend aan het Albertpark vindt men het Elisabethpark.